# 鵜久森淳志
鵜久森 淳志（うぐもり あつし、1987年2月1日 - ）は、愛媛県松山市出身の元プロ野球選手（外野手・内野手、右投右打）。

## 経歴

### プロ入り前
小学4年時に野球を始め:216、中学時代はボーイズリーグの松山クラブへ所属し、本塁打は打っていない:207。当時は投手だったが、済美高校への進学後に外野手へ転向した。
高校3年時の2004年には、「4番・左翼手」として春夏連続で阪神甲子園球場の全国大会に出場。いずれもチーム史上初めての出場だったが、春の選抜大会優勝・夏の全国選手権大会準優勝に貢献した。また、春の選抜大会で2本、夏の全国選手権大会で3本の本塁打を放つなど、在学中には対外試合で通算47本塁打を記録した。ちなみに、同級生の高橋勇丞は3年時の主将で、上記の選抜大会にはクリーンアップを組んでいる。同年秋の第21回AAA世界野球選手権大会へ出場:207。
2004年度ドラフト会議前、各球団から指名動向は知らされなかった:208が、北海道日本ハムファイターズから8巡目指名を受け、契約金3500万円、年俸480万円（金額は推定）という条件で入団。入団当初の背番号は65。この会議では、前述した夏の全国選手権大会でベンチに入れなかった高橋も阪神タイガースから7巡目指名を受け、入団。

### 日本ハム時代
2005年、同期入団の市川卓、2006年には1年後輩の陽仲壽と共に、二軍の重点強化指定選手に選ばれた。高卒の新人野手ながら、イースタン・リーグ公式戦でチーム最多の88試合に出場。チーム2位の8本塁打を放ったが、打率（.228）と三振（90三振）は、リーグの規定打席に到達した選手の最下位であった。
2006年、公式戦の開幕直後に一軍へ初昇格。4月18日の対オリックス・バファローズ戦（東京ドーム）に、代打として一軍デビューを果たした。イースタン・リーグ公式戦では、チーム2位の89試合に出場したが、打率.228、4本塁打と不調。シーズン終了後には、尾崎匡哉などと共に、ハワイのウィンターリーグに参加した。
2007年、イースタン・リーグ公式戦で、チーム2位の88試合に出場。打率.286、10本塁打、リーグ4位の46打点という内容で、入団以来最高の成績を残した。
2008年、一軍公式戦11試合に出場。一軍初安打・初打点を記録した。
2009年、イースタン・リーグ公式戦で、リーグ2位の20本塁打を記録。シーズン終了後のプロ野球コンベンションでは、日刊スポーツが制定する努力賞を受賞している。ただし、一軍公式戦への出場機会はなかった。
2010年、4月11日の対福岡ソフトバンクホークス戦で先制打を記録。チームが勝利したため、試合後には自身初のヒーローインタビューを経験した。しかし、その直後に故障で二軍へ降格。イースタン・リーグ公式戦では、規定打席に満たなかったものの、55試合の出場で.347という高打率を残した。
2011年、この年から背番号を44へ変更するとともに、公式戦の開幕を一軍で迎えた。実際には、守備面でベンチの信用が得られなかったため、公式戦にはもっぱら代打や指名打者として起用。出場機会を増やすため、一塁の守備練習にも取り組んでいた。7月30日の対ソフトバンク戦（福岡Yahoo! JAPANドーム）では、杉内俊哉から放った大飛球がライトポールを掠めた末に、ビデオ判定によって本塁打と認定。この認定によって、一軍での初本塁打を記録した。
2012年、イースタン・リーグ公式戦への出場選手で唯一の2桁本塁打（12本塁打）を記録した末に、リーグ本塁打王のタイトルを獲得。一軍公式戦でも、7月26日の対ソフトバンク戦で2打席連続本塁打を記録すると、3日後（29日）の対オリックス戦第1打席でも本塁打を放った。27日と28日は試合に出場していないため、結果として事実上の3打席連続本塁打になった。
2013年、一軍公式戦22試合。2014年には24試合に出場。いずれの年にも1打点を挙げたが、本塁打を放てなかった。
2015年、イースタン・リーグ公式戦73試合へ出場するとともに、自身3年ぶりの10本塁打を記録。しかし一軍公式戦3試合の出場（いずれも代打）で無安打に終わると、10月2日に球団から戦力外通告を受けた。ただし、現役続行の意向を示したことから、通告後の秋季キャンプには球団の計らいで打撃・守備練習への参加を認められた。

### ヤクルト時代
2015年11月10日に、12球団合同トライアウト（草薙球場）へ参加。シートバッティング形式による7人の投手との対戦で、7打数2安打1二塁打という結果を残した。
トライアウト受験時、後に入社するソニー生命保険柏支社長の訪問を受け、同社社員の浅間敬太の名刺も受け取ったが、ヤクルト入りとなったため現役続行を伝えた:218。
トライアウトの結果を受け、東京ヤクルトスワローズは11月13日に、鵜久森の獲得で合意に達したことを発表。鵜久森自身も、故郷・松山市内の坊っちゃんスタジアムで実施されていた秋季キャンプに、11月15日から合流した。背番号は91。
2016年、開幕一軍入りを果たすと、開幕5戦目に当たる3月30日の対阪神戦（神宮球場）で移籍後初めてスタメンに起用。4回裏の第2打席で岩田稔から勝ち越しのソロ本塁打を放ったことにより、開幕戦からのチームの連敗を4で止めることに貢献した。この一打は、一軍公式戦における自身4年振りの本塁打で、同球場におけるチームのシーズン公式戦初本塁打でもあった。以降の一軍公式戦でも、左投手の先発が予告された場合のスタメンや、左投手に対する代打として随時出場。甲子園球場におけるプロ入り後初の公式戦であった8月27日の同カードでは、「5番・右翼手」としてスタメンに起用されると、3回表の第2打席に岩崎優から一軍公式戦で初めての満塁本塁打を放った。さらに、第3打席で適時打を放ったことにより、一軍公式戦では自身最多の1試合5打点も記録した。一軍公式戦全体でも、プロ入り後最多の46試合に出場。自己タイ記録の4本塁打を放ったほか、打率.257、自己最多の19打点という成績を残した。
2017年、前年に続き、公式戦を一軍でスタート。4月2日には、横浜DeNAベイスターズとの開幕カード第3戦（神宮）に4-4の延長10回裏一死満塁から代打に起用されると、須田幸太からサヨナラ満塁本塁打を放った。NPBの一軍公式戦で代打サヨナラ満塁本塁打を記録した選手は史上16人目、ヤクルトでは岩下正明（1982年）に次いで2人目だが、開幕カードで記録したのは鵜久森がNPB史上初めてである。さらに、10日後（4月13日）に同じ神宮球場で催された対中日ドラゴンズ戦でも、9回裏に代打でサヨナラ安打を放った。一軍公式戦全体では、前年とほぼ同じ45試合の出場ながら、代打が中心の起用だったため打席数が減少。本塁打は前述した1本のみで、打率は.206、打点は7にとどまった。
2018年、公式戦の開幕を一軍で迎えると、開幕から代打中心の起用で3割以上の打率を記録。松山坊っちゃんスタジアムで4月25日に催された対阪神戦では、3点ビハインドながら9回裏二死一・二塁の局面で代打に起用されると、両親が見守る前でラファエル・ドリスから適時打を放った。5月下旬以降は一軍から遠ざかったため、一軍公式戦では19試合の出場でノーアーチにとどまったものの、通算打率は.294に達していた。シーズン最終盤の10月2日に自身2度目の戦力外通告を受けたが、「野球人生をやり切りたい」との意向が強く、11月13日に12球団合同トライアウト（タマホームスタジアム筑後）へ再び臨んだ。結果は4人の投手に対し、無安打（2四球1三振）で、NPB他球団から獲得のオファーを受けるまでには至らず、12月21日に現役引退を表明。

### 現役引退後
2019年からは、ソニー生命の営業職員（ライフプランナー）へ転身する。鵜久森によれば、2015年の12球団合同トライアウトで人材発掘を目的に草薙球場へ出向いていた同社の関係者へ、ヤクルトからの戦力外通告後に改めて話を聞いたうえで、現役引退と入社を決意したという。鵜久森の前には元千葉ロッテマリーンズの青松敬鎔や元東北楽天ゴールデンイーグルスの福田将儀が入社しており、同い年で親しかった青松からすごくいい環境であることを聞き、これが入社の一番の決め手になったと語っている。
2020年2月、今浪隆博とともに野球観やセカンドキャリアを語るトークショーが日本文芸社主催で行われた。また、同年8月、鵜久森と同じく済美高校出身のお笑いコンビ・ティモンディのYouTubeチャンネル「ティモンディベースボールTV」に出演。高校時代の思い出話を語ったトーク動画やティモンディとの野球対決動画などといった計4本の動画が公開され、スポーツニッポンのYouTubeチャンネルでも特別総集編が公開された。
2021年、学生野球資格回復研修を受講した上で、同年3月16日に日本学生野球協会より学生野球資格回復の適性認定を受けたことにより、学生野球選手への指導が可能となった。

## 選手としての特徴
中学生時代まで本塁打を放ったことがなかったにもかかわらず、済美高校の在学中には、対外試合で通算47本塁打を記録するほどの長距離打者に変貌した。日本ハムへの入団後は、「未来の4番打者候補」と目されていたが、2009年に当時の首脳陣から流し打ちの技術指導を受けた。その際にアベレージヒッターへの転向を通達されたことや、NPB球団の本拠地では最も広い部類に入る札幌ドームでの打撃練習で思うように打球を飛ばせないことから、2011年頃からは中距離打者としての一軍定着を模索してきた。ヤクルトへ移籍した2016年以降は、杉村繁一軍チーフ打撃コーチからの勧めで、長距離打者としての再起を期していた。
プロ13年目（ヤクルト時代）の2017年には、5月6日の対DeNA戦（横浜スタジアム）で、「6番・一塁手」としてスタメンに起用。4回表の第2打席で四球を選ぶと、二塁への盗塁を成功させたことによって、一軍公式戦での初盗塁を記録した。過去にもオープン戦で盗塁を成功させたことはあったが、プロ13年目での一軍公式戦初盗塁は異例の記録で、現役生活全体でもこの盗塁が一軍公式戦で唯一の盗塁になった。

## 人物
- 愛称は「ウグ」[22]。
- 松山クラブの先輩に藤井秀悟がいる。藤井は、早稲田大学を経て2002年にヤクルトへ入団。2008年から2009年まで、日本ハムで鵜久森とチームメイトになった。
- 日本ハム時代の2008年に、理容組合北海道日本ハムファイターズ後援会と球団によるコラボレーション企画「ファイターズスタイル」で、若手選手対象のファン投票を経て最新ヘアデザインの同年度モデルに選ばれた[23][24]。翌2009年には、ファッションモデルなどの活動を展開していた4歳年上の女性と、公式戦開幕直後の4月6日に結婚。2012年10月1日には、双子の女児を授かっている[25]。
- 済美高校時代の監督だった上甲正典によれば、入学当時の鵜久森は、野球選手とは思えないほど痩身だったという。しかし、「どの高校のどの選手よりもバットを振ったと思う」と上甲に言わしめるほど、トレーニングや素振りへ積極的に取り組むことで長打力を開花[3]。日本ハムへの入団が決まった後には、上甲から「頑張って（プロ野球生活を）15年やれ」と激励されるまでに成長した[19]。
- なお、上甲が胆道がんで療養中だった2014年9月1日には、当時愛媛県内の病院へ入院していた上甲を見舞っている。日本ハムの選手として遠征していた東京から本拠地・札幌への移動日を利用しての見舞いだったが、その翌日の9月2日に上甲は67歳で永眠。訃報を受けた鵜久森は、「言葉にできないほど残念」と嘆く一方で、「最後に（上甲と）会えたので良かったかな」という述懐のコメントを寄せた[26]。

## 詳細情報

### 年度別打撃成績
| 年 度      | 球 団      | 試 合 | 打 席 | 打 数 | 得 点 | 安 打 | 二 塁 打 | 三 塁 打 | 本 塁 打 | 塁 打 | 打 点 | 盗 塁 | 盗 塁 死 | 犠 打 | 犠 飛 | 四 球 | 敬 遠 | 死 球 | 三 振 | 併 殺 打 | 打 率 | 出 塁 率 | 長 打 率 | O P S |
| ---------- | ---------- | ----- | ----- | ----- | ----- | ----- | -------- | -------- | -------- | ----- | ----- | ----- | -------- | ----- | ----- | ----- | ----- | ----- | ----- | -------- | ----- | -------- | -------- | ----- |
| 2006       | 日本ハム   | 1     | 1     | 1     | 0     | 0     | 0        | 0        | 0        | 0     | 0     | 0     | 0        | 0     | 0     | 0     | 0     | 0     | 1     | 0        | .000  | .000     | .000     | .000  |
| 2008       | 日本ハム   | 11    | 23    | 20    | 3     | 6     | 1        | 0        | 0        | 7     | 2     | 0     | 0        | 1     | 0     | 1     | 0     | 1     | 3     | 2        | .300  | .364     | .350     | .714  |
| 2010       | 日本ハム   | 23    | 40    | 36    | 4     | 10    | 0        | 1        | 0        | 12    | 2     | 0     | 0        | 0     | 0     | 2     | 0     | 2     | 15    | 0        | .278  | .350     | .333     | .683  |
| 2011       | 日本ハム   | 42    | 64    | 61    | 3     | 15    | 3        | 0        | 2        | 24    | 6     | 0     | 1        | 0     | 1     | 2     | 0     | 0     | 17    | 1        | .246  | .266     | .393     | .659  |
| 2012       | 日本ハム   | 20    | 37    | 32    | 4     | 7     | 0        | 0        | 4        | 19    | 6     | 0     | 0        | 1     | 0     | 4     | 0     | 0     | 9     | 0        | .219  | .306     | .594     | .899  |
| 2013       | 日本ハム   | 22    | 51    | 50    | 2     | 7     | 1        | 0        | 0        | 8     | 1     | 0     | 0        | 0     | 0     | 1     | 0     | 0     | 10    | 0        | .140  | .157     | .160     | .317  |
| 2014       | 日本ハム   | 24    | 44    | 40    | 1     | 8     | 0        | 1        | 0        | 10    | 1     | 0     | 0        | 0     | 0     | 4     | 0     | 0     | 9     | 0        | .200  | .273     | .250     | .523  |
| 2015       | 日本ハム   | 3     | 3     | 2     | 1     | 0     | 0        | 0        | 0        | 0     | 0     | 0     | 0        | 0     | 0     | 1     | 0     | 0     | 1     | 0        | .000  | .333     | .000     | .333  |
| 2016       | ヤクルト   | 46    | 146   | 136   | 7     | 35    | 4        | 1        | 4        | 53    | 19    | 0     | 0        | 1     | 0     | 9     | 0     | 0     | 22    | 4        | .257  | .303     | .390     | .693  |
| 2017       | ヤクルト   | 45    | 91    | 86    | 6     | 18    | 5        | 1        | 1        | 28    | 7     | 1     | 0        | 0     | 0     | 5     | 0     | 0     | 15    | 1        | .209  | .253     | .326     | .578  |
| 2018       | ヤクルト   | 19    | 20    | 17    | 1     | 5     | 1        | 0        | 0        | 6     | 3     | 0     | 0        | 0     | 2     | 1     | 0     | 0     | 5     | 1        | .294  | .300     | .353     | .653  |
| 通算：11年 | 通算：11年 | 256   | 520   | 481   | 32    | 111   | 15       | 4        | 11       | 167   | 47    | 1     | 1        | 3     | 3     | 30    | 0     | 3     | 107   | 9        | .231  | .279     | .347     | .626  |

### 年度別守備成績
| 年 度 | 球 団    | 一塁  | 一塁  | 一塁  | 一塁  | 一塁  | 一塁     | 外野  | 外野  | 外野  | 外野  | 外野  | 外野     |
| 年 度 | 球 団    | 試 合 | 刺 殺 | 補 殺 | 失 策 | 併 殺 | 守 備 率 | 試 合 | 刺 殺 | 補 殺 | 失 策 | 併 殺 | 守 備 率 |
| ----- | -------- | ----- | ----- | ----- | ----- | ----- | -------- | ----- | ----- | ----- | ----- | ----- | -------- |
| 2008  | 日本ハム | -     | -     | -     | -     | -     | -        | 10    | 6     | 0     | 0     | 0     | 1.000    |
| 2010  | 日本ハム | -     | -     | -     | -     | -     | -        | 4     | 1     | 0     | 0     | 0     | 1.000    |
| 2011  | 日本ハム | -     | -     | -     | -     | -     | -        | 12    | 8     | 0     | 1     | 0     | .889     |
| 2012  | 日本ハム | -     | -     | -     | -     | -     | -        | 4     | 2     | 0     | 0     | 0     | 1.000    |
| 2013  | 日本ハム | 3     | 8     | 1     | 0     | 2     | 1.000    | 16    | 29    | 1     | 0     | 0     | 1.000    |
| 2014  | 日本ハム | 4     | 13    | 0     | 0     | 0     | 1.000    | 9     | 9     | 1     | 0     | 0     | 1.000    |
| 2015  | 日本ハム | 1     | 0     | 0     | 0     | 0     | ----     | -     | -     | -     | -     | -     | -        |
| 2016  | ヤクルト | 19    | 127   | 14    | 3     | 7     | .979     | 21    | 29    | 0     | 0     | 0     | 1.000    |
| 2017  | ヤクルト | 12    | 69    | 4     | 0     | 1     | 1.000    | 10    | 12    | 0     | 1     | 0     | .923     |
| 2018  | ヤクルト | 2     | 7     | 0     | 0     | 0     | 1.000    | 3     | 0     | 0     | 0     | 0     | ----     |
| 通算  | 通算     | 41    | 224   | 19    | 3     | 10    | .988     | 89    | 96    | 2     | 2     | 0     | .980     |

### 表彰
- 月間サヨナラ賞：1回（2017年3・4月）

### 記録
- 初出場：2006年4月18日、対オリックス・バファローズ4回戦（東京ドーム）、8回裏に髙橋信二の代打で出場
- 初打席：同上、8回裏に松村豊司の前に空振り三振
- 初先発出場：2008年5月10日、対福岡ソフトバンクホークス7回戦（函館市千代台公園野球場）、9番・右翼手で先発出場
- 初安打：同上、3回裏に杉内俊哉から中前安打
- 初打点：2008年5月16日、対福岡ソフトバンクホークス9回戦（福岡Yahoo! JAPANドーム）、1回表に大隣憲司から左越適時打
- 初本塁打：2011年7月30日、対福岡ソフトバンクホークス10回戦（福岡Yahoo! JAPANドーム）、9回表に飯山裕志の代打で出場、杉内俊哉から右翼ポール直撃ソロ
- 初盗塁：2017年5月6日、対横浜DeNAベイスターズ8回戦（横浜スタジアム）、4回表に二盗（投手：今永昇太、捕手：戸柱恭孝）

### 背番号
- 65（2005年 - 2010年）
- 44（2011年 - 2015年）
- 91（2016年 - 2018年）

### 登場曲
- 「虹」ゆず（ - 2015年）[27]
- 「心の空」嵐（2016年 - 2018年）

## 関連情報

### 関連書籍
- 『道を拓く：元プロ野球選手の転職』（長谷川晶一著、扶桑社、2024年10月、ISBN 9784594099077）